# Synodus vityazi
Synodus vityazi is een straalvinnige vissensoort uit de familie van de hagedisvissen (Synodontidae). De wetenschappelijke naam van de soort is voor het eerst geldig gepubliceerd in 2010 door Ho, Prokofiev & Shao.